# Breilly
Breilly é uma comuna francesa na região administrativa de Altos da França, no departamento de Somme. Estende-se por uma área de 5,73 km². Em 2010 a comuna tinha 719 habitantes (densidade: 125,5 hab./km²).